# Falk
Falk ist ein männlicher Vorname und ein Familienname.

## Herkunft und Bedeutung
Der Name Falk leitet sich ab von dem germanischen Männernamen Falko (althochd. falc(h)o, „Falke“, lat. falco), der seinem Träger die Eigenschaften dieses besonders für die Beizjagd geschätzten Greifvogels zusprach. Er ist in der Form Falk im deutschen und englischen Sprachraum als männlicher Vorname und als Familienname verbreitet, als letzterer auch in den Formen Falck, Falke, Falcke.

## Weitere Varianten
- Falka, Falco, Falkmar, Valk

## Namensträger

### Vorname
- Falk Balzer (* 1973), deutscher Leichtathlet
- Falk Boden (* 1960), deutscher Radsportler
- Falk Cierpinski (* 1978), deutscher Langstreckenläufer
- Falk Dörr (1941–2021), deutscher Fußballspieler
- Falk Gernegroß (* 1973), deutscher Maler
- Falk Harnack (1913–1991), deutscher Regisseur, Drehbuchautor und Widerstandskämpfer
- Falk Hoffmann (* 1952), deutscher Wasserspringer
- Falk Horn (* 1990), deutscher American-Football-Spieler
- Falk Huste (* 1971), deutscher Boxer
- Falk Illing (* 1981), deutscher Politikwissenschaftler
- Falk Jaeger (* 1950), deutscher Autor, Architekturkritiker und Architekturhistoriker
- Falk Kunze (* 1968), deutscher Fußballspieler
- Falk Leichsenring (* 1955), deutscher Psychologe, Psychotherapieforscher und Psychoanalytiker
- Falk Müller (1968–2021), deutscher Rugby-Trainer, -Schiedsrichter und ehemaliger -Spieler
- Falk Nützsche (* 1960), deutscher Maler und Zeichner
- Falk Ozellis (* 1968), deutscher Eishockeyspieler und -trainer
- Falk Plücker (* 1985), deutscher Liedermacher und Kabarettist
- Falk Richter (* 1969), deutscher Regisseur, Autor und Übersetzer
- Falk Rockstroh (* 1958), deutscher Schauspieler
- Falk Rosenthal (* 1972), deutscher Grafikdesigner
- Falk Ruttke (1894–1955), deutscher Jurist
- Falk Schindler (* 1978), deutscher Fußballspieler
- Falk Struckmann (* 1958), deutscher Sänger (Bassbariton)
- Falk Thiele (1962–2008), deutscher Bogenschütze und Trainer
- Falk Volkhardt (1925–2001), deutscher Hotelier
- Falk Wagner (1939–1998), österreichischer Theologe
- Falk Wiesemann (* 1944), deutscher Historiker
- Falk Willis (* 1970), deutscher Jazzschlagzeuger
- Falk Zenker (* 1967), deutscher Gitarrist, Klangkünstler und Komponist

### Künstlername
- DJ Falk (eigentlich Jarle Falk Reiss; * 1967), norwegischer Diskjockey, Sänger und Songwriter
- Falco (eigentlich Johann „Hans“ Hölzel; 1957–1998), österreichischer Musiker
- FALK: siehe Falk Plücker

### Familienname

#### A
- Adalbert Falk (1827–1900), deutscher Jurist und Politiker
- Adalbert von Falk (1856–1944), deutscher General der Infanterie
- Alana Falk (* 1980), deutsche Romanautorin
- Albert Falk (Politiker) (1882–nach 1927), deutscher Politiker (DVP)
- Albert Falk (Historiker) (1874–1961), schwedischer Historiker
- Alexander Falk (Politiker) (1805–1887), deutscher Lehrer und Abgeordneter
- Alexander Falk (Unternehmer, 1967) (* 1967), österreichischer Softwareunternehmer
- Alexander Falk (Unternehmer, 1969) (* 1969), deutscher Internetunternehmer
- Alexander Falk (Handballspieler) (* 1997), deutscher Handballspieler
- Alfred Falk (Alfred Cohn; 1896–1951), deutscher Journalist
- Allison Falk (* 1987), US-amerikanische Fußballspielerin
- Andreas Falk (* 1983), schwedischer Eishockeyspieler
- Ann Mari Falk (1916–1988), schwedische Autorin
- Armin Falk (* 1968), deutscher Ökonom
- Austin Falk, US-amerikanischer Schauspieler
- Avner Falk (* 1943), israelischer Psychologe

#### B
- Beatrice Falk (1873–1917), englisch-britische Krankenschwester und Autorin
- Bernd Falk (* 1941), deutscher Wirtschaftswissenschaftler und Hochschullehrer
- Bernhard Falk (Politiker) (1867–1944), deutscher Politiker (DDP)
- Bernhard Falk (Journalist) (1943–1990), britischer Fernsehjournalist
- Bernhard Falk (Polizist) (* 1948), deutscher Polizeibeamter
- Bernhard Falk (Islamist) (* 1967), deutscher Islamist und ehemaliger linksextremistischer Terrorist
- Bettina Falk (* 1981), dänische Fußballspielerin
- Birgitta Falk (* 1961), deutsche Kunsthistorikerin

#### C
- Carl Falk (* 1980), schwedischer Komponist und Musikproduzent
- Chaim Samuel Jakob Falk (1708–1782), Rabbiner, Ba’al Schem, Kabbalist und Alchemist
- Christian Falk (Musikproduzent) (1962–2014), schwedischer Musikproduzent
- Christian Falk (* 1987), österreichischer Fußballspieler
- Christine Falk (Malerin) (* 1962), deutsche Malerin
- Christine Falk (Biologin) (* 1966), deutsche Biologin und Hochschullehrerin
- Curt Falk, Pseudonym von Kurt Löwenstein (1885–1939), deutscher Pädagoge und Politiker (SPD)

#### D
- Daniel Falk (1898–1990), US-amerikanischer Violinist österreichischer Herkunft (Emigration 1938, seit 1940 in den USA)
- Dean Falk (* 1944), US-amerikanische Anthropologin
- Dieter Falk (Rennfahrer) (1930–2021), deutscher Motorradrennfahrer
- Dieter Falk (* 1959), deutscher Musikproduzent
- Dietlind Falk (* 1985), deutsche literarische Übersetzerin

#### E
- Egbert Falk (Georg Fuhrmann, Georg Falk; 1876–1949), deutscher Schriftsteller
- Ekkehard Falk (1959–2022), deutscher Polizeibeamter
- Else Falk (1872–1956), deutsche Frauenrechtlerin und Sozialpolitikerin
- Ernst Falk (1914–1994), deutscher Politiker (FDP)
- Eugen Falk-Breitenbach (1903–1979), deutscher Maler und Mundartschriftsteller
- Eugen Mossgraber-Falk (1877–1933), deutscher Maler

#### F
- Feliks Falk (* 1941), polnischer Regisseur
- Felix Falk (* 1979), deutscher Jazzmusiker, Arrangeur und Komponist
- Franz Falk (1840–1909), deutscher Pfarrer, Archivar und Kirchenhistoriker
- Friedrich Falk (1840–1893), deutscher Rechtsmediziner
- Fritz Falk (Jurist) (1898–1933), deutscher Jurist
- Fritz Falk (Kunsthistoriker) (1939–2020), deutscher Goldschmied und Kunsthistoriker

#### G
- Georg Falk, Pseudonym von Georg Fuhrmann (1876–1949), deutscher Schriftsteller, siehe Egbert Falk
- Georg Falk (Schriftsteller) (1907–1960), schwedischer Journalist und Schriftsteller
- Georg Falk (Zauberkünstler) (1909–1985), deutscher Zauberkünstler und Zaubergerätehändler
- Georg D. Falk (* 1949), deutscher Jurist und Richter
- Georg Paul Falk (1713–1798), deutsch-österreichischer Organist und Komponist
- Gerhard Falk (1922–1978), deutscher Kartograph und Unternehmer
- Gottfried Falk (1922–1991), deutscher Physiker und Hochschullehrer
- Gregor C. Falk (* 1967), deutscher Geograf, Fachdidaktiker und Hochschullehrer
- Gunter Falk (1942–1983), österreichischer Soziologe und Schriftsteller

#### H
- Hanna Falk (* 1989), schwedische Skilangläuferin
- Hans Falk (1918–2002), Schweizer Maler und Grafiker
- Harry Falk (* 1947), deutscher Indologe
- Heiko Falk (* 1972/1973), deutscher Informatiker und Hochschullehrer
- Heinrich Falk (1912–1998), deutscher Jesuit
- Heinz Falk (* 1939), österreichischer Chemiker und Hochschullehrer
- Herbert Falk (Pharmazeut) (1924–2008), deutscher Pharma-Unternehmer
- Herbert Falk (Politiker) (1929–1994), deutscher Landespolitiker (Bayern) (CSU)
- Hermann Falk (Manager) (1889–1975), deutscher Jurist und Montanindustriemanager
- Hermann Falk (Schriftsteller) (1901–1981), deutscher Lehrer und Schriftsteller
- Hildegard Falk (* 1941), deutsche Politikerin (SPD)
- Hjalmar Falk (1859–1928), norwegischer Sprachwissenschaftler
- Holger Falk (* um 1972), deutscher Opern- und Liedsänger (Bariton)
- Horst Falk (* 1970), deutscher Landtagsabgeordneter (CDU)
- Hugo Falk (1862–1925), schwedischer Schriftsteller

#### I
- Ilse Falk (1943–2024), deutsche Politikerin (CDU)

#### J
- Jakob Falk (Täufer) (auch Jakob Falck; † 1528), Schweizer Täufer und Märtyrer
- Jakob Falk (Politiker) (1852–1931), liechtensteinischer Politiker
- Jakob Jehoschua Falk (1680–1756), Rabbiner und Talmudist
- Jean Falk (1850–1930), deutscher Handwerksfunktionär und Abgeordneter
- Jehoschua Falk (1555–1614), Talmudist und Halachist
- Jennifer Falk (* 1993), schwedische Fußballtorhüterin
- Johann Falk (1825–1905), deutscher Politiker (Zentrum)
- Johann Christoph Falk (1772–1823), deutscher Kaufmann und Abgeordneter
- Johann Gottfried Falk (1770–1831), deutscher Geistlicher, Superintendent in Landeshut
- Johannes Falk (Musiker) (* 1977), deutscher Musiker
- Johannes Daniel Falk (1768–1826), deutscher Theologe und Schriftsteller
- Johannes Nepomuk Maria Falk (1882–1964), deutscher Politiker
- Josef Falk (1871–1942), deutscher Spielzeugfabrikant, Emigration in die USA
- Josef Benedikt Falk (1757–1824/1828), österreichischer Geistlicher, Pianist und Organist
- Justin Falk (* 1988), kanadischer Eishockeyspieler

#### K
- Karl Falk (* 1935), deutscher Ingenieur und Fachbuchautor
- Kurt Falk (1846–1898), deutscher Journalist, siehe Bruno Geiser
- Kurt Falk (1933–2005), österreichischer Zeitungsverleger

#### L
- Lee Falk (1911–1999), US-amerikanischer Comicautor und -zeichner
- Lilli Falk (* 2009), deutsche Kinderdarstellerin
- Lisanne Falk (* 1964), US-amerikanische Schauspielerin
- Liv-Lilith Falk (* 2007), österreichische Fußballspielerin
- Louis Falk (* 1935), US-amerikanischer Geistlicher, Erzbischof der Anglican Catholic Church
- Lucy Falk (1889–1968), deutsche Lehrerin und Schriftstellerin
- Ludwig Falk (1801–1872), deutscher evangelischer Pastor

#### M
- Marcel Falk (* 1977), deutscher Politiker (SPD), MdL
- Marcus Falk-Olander (* 1987), schwedischer Fußballspieler
- Madeleine Falk, schwedische Schauspielerin
- Margarete Falk (1899–1986), deutsche Sozialpolitikerin und Diplomatin, siehe Margarete Lenz
- Martha Falk (1888–nach 1955), deutsche Politikerin (SPD)
- Martin Falk (Ökonom) (* 1966), deutscher Wirtschaftswissenschaftler
- Martin Falk (Schauspieler) (* 1969), deutscher Schauspieler
- Martin Falk (Fußballtrainer) (* 1995), schwedischer Fußballtrainer
- Martin Falk (Musiker), deutscher Musiker
- Max Falk (Schauspieler) (1880–nach 1938), deutscher Schauspieler
- Max Falk (Fabrikant) (1897–1938), deutscher Schuhfabrikant, ermordet im KZ Dachau
- Maximilian Falk (Miksa Falk; 1828–1908), ungarischer Publizist und Politiker
- Michael Falk, Pseudonym des deutschen Schriftstellers Carlo Ross (1928–2004)
- Michael Falk (* 1954), deutscher Mathematiker, Statistiker und Hochschullehrer
- Minna Falk (1874–1938), deutsche Schriftstellerin
- Monique Falk, deutsche Schlagertexterin der 1950er und 1960er Jahre

#### N
- Nichlas Falk (* 1971), schwedischer Eishockeyspieler
- Norbert Falk (1870–1932), österreichischer Journalist, Schriftsteller und Drehbuchautor

#### O
- Otto Falk (1865–1940), US-amerikanischer Unternehmer

#### P
- Patrick Falk (Basketballspieler) (* 1974), deutscher Basketballspieler
- Patrick Falk (Fußballspieler) (* 1980), deutscher Fußballspieler
- Paul Falk (Romanist) (1894–1974), schwedischer Romanist
- Paul Falk (Mediziner) (1906–1984), deutscher HNO-Arzt
- Paul Falk (Maler) (1912–1996), deutscher Maler
- Paul Falk (Eiskunstläufer) (1921–2017), deutscher Eiskunstläufer
- Paul Falk (Musiker) (* 1996), deutscher Musiker, Schauspieler, Musicaldarsteller und Synchronsprecher
- Peter Falk (Politiker) (1896–1974), südwestafrikanischer Politiker, Bürgermeister von Windhoek
- Peter Falk, Pseudonym von Erwin Weiss (Komponist) (1912–2004), österreichischer Komponist, Chorleiter, Pianist und Musikpädagoge
- Peter Falk (Peter Michael Falk; 1927–2011), US-amerikanischer Schauspieler
- Peter Falk (Ingenieur) (* 1932), deutscher Ingenieur
- Peter Falk (Dirigent) (* 1937), deutscher Dirigent
- Peter Hastings Falk (* 1950), US-amerikanischer Kunsthistoriker
- Petra Falk (* 1949), deutsche Malerin

#### R
- Rafail Alexandrowitsch Falk (1856–1913), russischer Schachspieler
- Reiner Falk-Nagel (* 1963), deutscher Mathematiker und Leichtathlet
- Rasmus Falk (* 1992), dänischer Fußballspieler
- Richard A. Falk (* 1930), US-amerikanischer Jurist und Diplomat
- Rita Falk (* 1964), deutsche Autorin
- Robert Rafailowitsch Falk (1886–1958), russischer Maler
- Rolf Falk-Larssen (* 1960), norwegischer Eisschnellläufer
- Rosalie Falk (1803–1879), deutsche Schriftstellerin und Pädagogin
- Rossella Falk (1926–2013), italienische Schauspielerin
- Rudolf Falk (1897–1953), deutscher Lehrer, Archivar und Museumsdirektor

#### S
- Siegfried Falk (1874–1941), deutscher Bankier
- Sigurd Falk (1921–2016), deutscher Ingenieur und Hochschullehrer
- Sonja Falk (1904–1968), deutsche Kunstmalerin
- Susanne Falk (* 1976), deutsche Schriftstellerin
- Suzy Falk (1922–2015), belgische Schauspielerin deutscher Abstammung

#### T
- Theodor Falk (* 1946), deutscher Jurist und Richter
- Thibault Falk (* 1972), französischer Jazzmusiker
- Thomas Falk (* 1979), deutscher Internetunternehmer
- Tilman Falk (1935–2020), deutscher Kunsthistoriker
- Tomas Falk (* 1975), deutscher Kaufmann und Hochschulprofessor für Marketing

#### U
- Ulrich Falk (* 1957), deutscher Rechtswissenschaftler und Hochschullehrer

#### V
- Volkmar Falk (* 1965), deutscher Herzchirurg und Hochschullehrer

#### W
- Walter Falk (Intendant) (1895–1963), deutscher Theaterintendant
- Walter Falk (Literaturwissenschaftler) (1924–2000), deutscher Literaturwissenschaftler
- Waltraud Falk (1930–2015), deutsche Wirtschaftswissenschaftlerin
- Werner Falk (Dichter) (Pseudonym für Werner Klenke; 1911–1986), deutscher Bühnendichter, Lyriker und Privatmusiklehrer
- Werner Falk  (1929–2023), US-amerikanischer Soziologe deutscher Herkunft, siehe Amitai Etzioni
- Werner D. Falk (1906–1991), US-amerikanischer Philosoph und Hochschullehrer deutscher Herkunft
- Wilhelm Falk (Fußballspieler) (1898–1961), deutscher Fußballspieler
- Wilhelm Falk (Politiker) (1909–1970), deutscher Politiker (LDP/FDP)
- Wolfgang Falk (* 1949), deutscher Ingenieur und Fotograf

#### Z
- Zsigmond Falk (1870–1935), ungarischer Schriftsteller und Redakteur

## Kultur
- Falk (ARD-Fernsehserie)
- Falk (Comic), Falk, Ritter ohne Furcht und Tadel, ist ein von Hansrudi Wäscher 1960 für den Walter Lehning Verlag geschaffener Comic-Held.